# Anke Plättner
Anke Plättner (Lank-Latum, 1963) is een Duits televisiejournalist. Zij werd in Duitsland vooral bekend als presentatrice van de Berlijnse  Phoenix-Runde. Plättner leidde dit politieke discussieprogramma afwisselend met Gaby Dietzen tot eind 2009. Sinds 2010 werkt Plättner als de Berlijnse correspondent voor de Westdeutscher Rundfunk (WDR).
Plättner groeide op in Linz am Rhein. Na een studie aan de Hogeschool voor Journalistiek in Utrecht werkte zij vanaf 1987 voor de Deutschlandfunk en voor meerdere Nederlandse media. Vanaf 1989 was zij in diverse functies bij de WDR werkzaam. Onder andere presenteerde zij het culturele programma Linie K, Europamagazin en de Aktuelle Stunde. Daarna presenteerde zij drie jaar het ARD-programma, Länderzeit aktuell . Vanaf 2002 werkte zij als redacteur voor de nieuws- en documentairezender Phoenix in Berlijn. Sinds begin 2010 is zij de WDR-correspondent in de Duitse hoofdstad.
Plättner spreekt vloeiend Nederlands en is lid van de directie van het internationale journalistenprogramma en coördinatrice van de Duits-Nederlandse journalistenuitwisseling.